# Cleptometopus niasensis
Cleptometopus niasensis är en skalbaggsart som beskrevs av Stefan von Breuning 1943. Cleptometopus niasensis ingår i släktet Cleptometopus och familjen långhorningar. Inga underarter finns listade i Catalogue of Life.